# WCW Women's Championship
El WCW Women's Championship fue un campeonato femenino de lucha libre profesional de la empresa World Championship Wrestling. El campeonato fue defendido entre 1996 y 1997, y sólo tuvo una campeona. 

## Historia
La primera campeona se decidió con un torneo de 8 personas, en Monday Night Nitro el 4 de noviembre de 1996 se dio inicio y en Starrcade el 29 de diciembre de 1996 se dio por finalizado. Las participantes del torneo fueron Akira Hokuto, Chigusa Nagayo, KAORU, Meiko Satomura y Sonoko Kato. Las otras dos participantes fueron Madusa y Malia Hosaka. Akira Hokuto compitió dos veces en la primera ronda, perdiendo con Madusa, bajo la personalidad de "Reina Jabuki", y derrotando a Satomura compitiendo como Hokuto.
Akira Hokuto y Madusa disputaron la final. La última defensa del campeonato ocurrió en The Great American Bash el 15 de junio de 1997 donde Hokuto derrotó a Madusa en una lucha de Título vs. Carrera. Madusa debió retirarse y Hokuto volvió a luchar a Japón, como consecuencia el campeonato fue abandonado.

## Lista de campeonas
| Luchador:    | Reinado N°: | Derrotó a:                          | Fecha:                  | Lugar:    |
| ------------ | ----------- | ----------------------------------- | ----------------------- | --------- |
| Akira Hokuto | 1           | Madusa                              | 29 de diciembre de 1996 | Starrcade |
| Abandonado   | N/A         | Debido a que Hokuto abandonó la WCW | 15 de junio de 1997     | N/A       |